# Alla var där
Alla var där är en amerikansk långfilm från 1998.

## Handling
Filmen handlar om ett gäng ungdomar som precis har tagit studenten. Nu väntar vuxenlivet - men först ska hela skolan på fest. Mike Dexter, skolans sporthjälte, har precis gjort slut med skolans populäraste tjej Amanda, och nörden William ska till festen bara för att hämnas på Mike för alla de gånger han har gjort honom till åtlöje i skolan. Samtidigt ska Preston försöka vinna Amandas hjärta eftersom han har varit hemligt kär i henne i tre år.

## Om filmen
Alla var där är regisserad av Harry Elfont och Deborah Kaplan som även gjort Josie and the Pussycats och She's All That.
I filmen finns det ett fiktivt rockband, Lovebürger, och det är meningen att de ska spela på festen. Precis när de ska börja spela, så börjar de bråka p.g.a delade meningar gällande scenkläderna och bestämmer sig för att splittras. Senare i filmen återförenas de, men man får aldrig höra dem spela.
I en scen påstår Denise att Barry Manilows låt Mandy handlar om en hund, men detta finns det dock ingen sanning i.

## Rollista (urval)
- Jennifer Love Hewitt - Amanda
- Peter Facinelli - Mike
- Lauren Ambrose - Denise
- Seth Green - Kenny
- Ethan Embry - Preston
- Marisol Nichols - groupie
- Selma Blair - tjej som Mike stöter på
- Breckin Meyer - Walter, sångare i bandet Lovebürger